# Svratkina
Svratkina es un género de foraminífero bentónico de la familia Alabaminidae, de la superfamilia Chilostomelloidea, del suborden Rotaliina y del orden Rotaliida. Su especie tipo es Discorbis tuberculata var. australiensis. Su rango cronoestratigráfico abarca desde el Maastrichtiense (Cretácico superior) hasta la Actualidad.

## Clasificación
Svratkina incluye a las siguientes especies:
- Svratkina acuta
- Svratkina australiensis
- Svratkina carinata
- Svratkina cichai
- Svratkina croatanensis
- Svratkina decoratiformis
- Svratkina lajollaensis
- Svratkina perlata
- Svratkina tuberculata

Otras especies consideradas en Svratkina son:
- Svratkina bubnanensis, considerado sinónimo posterior de Svratkina australiensis
- Svratkina clippertonensis, de posición genérica incierta
- Svratkina decoratiformis, aceptado como Rhaptohelenina decoratiformis
- Svratkina tubulifera, aceptado como Asanonella tubulifera
- Svratkina sanmiguelensis, de posición genérica incierta